# Slunéčko vojtěškové
Slunéčko vojtěškové (Subcoccinella vigintiquatuorpunctata) je brouk z čeledi Coccinellidae, který měří 3 až 4 milimetry.
Tmavé skvrny na povrchu těla tohoto živočicha jsou variabilní, bývá jich okolo čtyřiadvaceti (latinské druhové jméno má význam „čtyřiadvacetitečková“). Žije na loukách, polích, lesních loučkách i v zahradách. Imaga i larvy jsou fytofágní, ožíráním poškozují listy různých polních plodin, nejčastěji jetele, vojtěšky a cukrovky. Místy se vyskytují velmi hojně na vojtěšce. Z toho vzniklo i české pojmenování tohoto druhu.